# Tant qu'il y aura des lapins
 (juillet 2025).
Pour plus de détails, voir Fiche technique et Distribution.
Tant qu'il y aura des lapins (From Hare to Eternity) est un cartoon Looney Tunes, réalisé par Chuck Jones et sorti en 1997, qui met en scène Bugs Bunny et Sam le pirate.